# Нгуєн Фу Чонг
Нгуен Фу Чонг (14 квітня 1944 , Đông Anhd, French Tonkind, Французький Індокитай  — 19 липня 2024 , Ханой ) — в'єтнамський державний і політичний діяч, генеральний секретар ЦК КПВ з 19 січня 2011 року до смерті 19 липня 2024 року, голова Національної асамблеї В'єтнаму в 2006—2011 роках.

## Біографія
Народився 14 квітня 1944 року в передмісті Ханою. В 1967 році закінчив факультет іноземних мов Ханойського університету, в 1968 році вступив у КПВ. Працював у теоретичному і політичному журналі ЦК КПВ Tạp chí Cộng Sản («Комуніст») в 1967—1973, 1976—1980 і 1983—1996 роках (в 1991—1996 роках — головний редактор).
А 1981 році Нгуєн Фу Чонг був направлений в Радянський Союз до аспірантури Академії суспільних наук при ЦК КПРС за спеціальністю «партійне будівництво», де в 1983 році захистив дисертацію і отримав ступінь кандидата історичних наук.
З 1992 року — доцент, з 2002 року — професор Ханойського державного університету.
В 1994 році обраний членом ЦК КПВ, з грудня 1997 року — членом політбюро. В 1998—2000 роках у політбюро займався питаннями ідеології, культури та освіти, в 1998—2006 роках був заступник голови (1998—2001) і головою Теоретичної комісії ЦК КПВ, відповідальний за теоретичну роботу КПВ (2001—2006).
Депутат Національної асамблеї з травня 2002 року.
З січня 2000 по червень 2006 року був секретарем Ханойського міського комітету КПВ.
З 26 червня 2006 року по 23 липня 2011 року Нгуен Фу Чонг був головою Національної асамблеї В'єтнаму. На XI з'їзді Комуністичної партії В'єтнаму 19 січня 2011 року обраний Генеральним секретарем ЦК КПВ. Керує також Секретаріатом ЦК КПВ і є головою Центральної військової комісії В'єтнаму.
На 12-му з'їзді КПВ 27 січня 2016 року переобраний Генеральним секретарем ЦК КПВ.
У січні 2021 переобраний Генеральним секретарем ЦК КПВ на третій термін.